# Árabe saidi
El Árabe Ṣa‘īdi Arabic (صعيدى, en su propia escritura, sˤɑˈʕiːdi, o sˤeˈʕiːdi; también conocido como árabe aaidi y árabe del Alto Egipto) es una variante egipcia del árabe dialectal hablado por el pueblo Ṣa‘īdi desde sur de El Cairo, Egipto hasta casi el borde con Sudán. Comparte particularidades lingüísticas tanto con el árabe egipcio, como con el árabe clásico del Corán. Los dialectos incluyen el árabe egipcio Alto y Medio. Los hablantes de árabe egipcio no siempre entienden la mayoría de las variedades más conservadoras del árabe Ṣa‘īdi.
El árabe Ṣa‘īdi tiene poco prestigio a nivel nacional, aunque sigue siendo ampliamente hablado, incluso en el norte por los emigrantes rurales que se han adaptado parcialmente al árabe egipcio. Por ejemplo, el genitivo de Ṣa'īdi suele ser reemplazado por bitā egipcio, pero se conserva la realización de q como ɡ (normalmente realizada en egipcio Árabe como ʔ). Los emigrantes Ṣa'īdi de segunda y tercera generación son monolingües en árabe egipcio, pero mantienen lazos culturales y familiares con el sur.

## Fonología

### Consonantes
El árabe Ṣa‘īdi tiene las siguientes:
|             |             | Bilabial | Alveolar | Palatal | Velar | Uvular | Faríngea | Glotal |
| ----------- | ----------- | -------- | -------- | ------- | ----- | ------ | -------- | ------ |
| Nasal       | Nasal       | m        | n        |         |       |        |          |        |
| Oclusiva    | sorda       |          | t        |         | k     |        |          | ʔ      |
| Oclusiva    | sonora      | b        | d        |         | ɡ     |        |          |        |
| Fricativa   | sorda       | f        | s        | ʃ       |       | χ      | ħ        | h      |
| Fricativa   | sonora      |          | z        |         |       | ʁ      | ʕ        |        |
| Africada    | sorda       |          |          | t͡ʃ      |       |        |          |        |
| Africada    | sonora      |          |          | d͡ʒ *    |       |        |          |        |
| Vibrante    | Vibrante    |          | r        |         |       |        |          |        |
| Aproximante | Aproximante | w        | l        | j       |       |        |          |        |

- Nota*: /d͡ʒ/ también puede darse como [ʒ] o [d]. Para este último caso, se colapsa con /d/.